# Maloljetnik
Maloljetnik ili malodobnik je pojam koji se različito određuje u pojedinim zemljama. U većini zemalja, pojam maloljetnik određuje se određivanjem starosne granice, pri čemu je kalendarski uzrast osnovno mjerilo. Najčešće, to su slijedeći uzrasti: mlađi maloljetnik (14–16 god.), stariji maloljetnik (16–18 god.), mlađa punoljetna osoba (18–21 god.) 
Određene zemlje ne utvrđuju to pravilo (šerijatsko pravo) jer se služe stupnjem biopsihičke zrelosti koja se utvrđuje za svaki slučaj posebno.
Čimbenici socijalizacije maloljetnika su: obitelj, škola, vršnjaci, društvene organizacije, masovni mediji, a izvori socijalizacije su kultura i društveni sustavi.